# Jörg Peter
Jörg Peter (Dresden, 23 oktober 1955) is een voormalige Duitse langeafstandsloper, die was gespecialiseerd in de marathon. Hij was meervoudig Oost-Duits kampioen op diverse lange afstanden. Op de marathon heeft hij sinds 1988 het actuele Duitse record in handen.

## Loopbaan
Jörg Peter won in 1978 een bronzen medaille tijdens de Europese indoorkampioenschappen op de 3000 m. In 1980 vertegenwoordigde hij Oost-Duitsland op de Olympische Spelen van Moskou. Op de 10.000 m werd hij zesde. Vanaf dat jaar legde hij zich ook toe op de marathon. In 1985 werd hij Oost-Duits kampioen op deze afstand met het winnen van de marathon van Leipzig.
Op 14 februari 1988 liep Peter op de Tokyo International Marathon een tijd van 2:08.47, die nog altijd geldig is als het huidige Duitse record (peildatum september 2015). Met deze tijd finishte hij in deze wedstrijd als derde achter de Ethiopische winnaar Abebe Mekonnen en de nummer twee Juma Ikangaa uit Tanzania. In 1990 en 1991 won hij de marathon van Hamburg.
Tot 1990 was Jörg Peter aangesloten bij SC Einheit Dresden.

## Titels
- Oost-Duits kampioen 5000 m - 1976, 1977, 1978, 1980
- Oost-Duits kampioen 10.000 m - 1977
- Oost-Duits indoorkampioen 3000 m - 1978
- Oost-Duits kampioen marathon - 1985

## Persoonlijke records
| Onderdeel | Prestatie    | Datum            | Plaats |
| --------- | ------------ | ---------------- | ------ |
| 10.000 m  | 27.55,50     | 1977             |        |
| marathon  | 2:08.47 (NR) | 14 februari 1988 | Tokio  |

## Palmares

### 3000 m
- 1978:  EK indoor - 7.50,1

### 10.000 m
- 1977:  Europacup - 27.55,50
- 1977:  Wereldbeker - 28.32,31
- 1980: 6e OS - 28.05,6

### 10 Eng. mijl
- 1990:  Grand Prix von Bern - 48.41,4

### marathon
- 1980: 6e marathon van Chemnitz - 2:12.56
- 1984:  marathon van Oost-Berlijn - 2:09.14
- 1984:  marathon van Tokio - 2:10.57
- 1984: 4e marathon van Fukuoka - 2:12.06
- 1985:  marathon van Leipzig - 2:12.32
- 1985:  Europacup in Rome - 2:14.27
- 1985: 4e marathon van Fukuoka - 2:12.06
- 1986: 14e marathon van Tokio - 2:16.05
- 1987:  marathon van Fukuoka - 2:11.22
- 1988:  marathon van Tokio - 2:08.47
- 1988: DNF OS
- 1990:  marathon van Berlijn - 2:09.23
- 1990:  marathon van Hamburg - 2:11.49
- 1991:  marathon van Hamburg - 2:10.43
- 1992:  marathon van Rotterdam - 2:11.01